# Florencia Martin
Florencia Martin (* 19. Oktober 1985 in Los Angeles) ist eine Szenenbildnerin und Requisiteurin.

## Leben
Martin wurde 1985 in Los Angelos geboren und fing zunächst als Bühnenbildnerin an. Sie arbeitete dann mit Live! ab 2007 in der Filmbranche. Zunächst war sie in der Außenrequisite für Filme wie Her oder Transcendence tätig. Danach arbeitete sie als Maskenbildnerin für ausgezeichnete Filme wie Licorice Pizza oder Blond. Außerdem war sie in der Maske von Babylon – Rausch der Ekstase tätig, für den sie für den Oscar in der Kategorie bestes Szenenbild nominiert.

## Filmografie (Auswahl)
- 2007: Live!
- 2009: Parks and Recreation
- 2013: Her
- 2014: Transcendence
- 2017: Feud (Fernsehserie)
- 2021: Licorice Pizza
- 2022: Blond
- 2022: Babylon – Rausch der Ekstase

## Auszeichnungen (Auswahl)
- 2023: BAFTA in der Kategorie bestes Szenenbild für Babylon
- 2023: Critics’ Choice Award in der Kategorie bestes Szenenbild für Babylon
- 2023: Oscar-Nominierung in der Kategorie bestes Szenenbild für Babylon